# Рјоне Каталано (Трапани)
Рјоне Каталано је насеље у Италији у округу Трапани, региону Сицилија.
Према процени из 2011. у насељу је живело 123 становника. Насеље се налази на надморској висини од 98 м.